# A139 (Frankrijk)
De A139 is een korte A-weg van ongeveer 2 kilometer. Het verbindt de A13 met de ringweg van Rouen (de N338).